# Wolfgang Schmidt (Politiker, 1934)
Wolfgang Schmidt (* 18. April 1934 in Niederselters; † 22. Mai 2000 in Selters (Taunus)) war ein deutscher Politiker (SPD).

## Leben und Beruf
Wolfgang Schmidt absolvierte ein Studium der Soziologie und der Volkswirtschaft. Ab 1958 war er Angestellter bei der Lufthansa. Von 1972 bis 1975 war er dort Vorsitzender des Gesamtbetriebsrates, ab 1975 dann Beauftragter für Sonderaufgaben des Verkaufs. Später war Schmidt noch für über 10 Jahre Aufsichtsratsmitglied der PR-Gesellschaften der Hunzinger Information AG.

## Politik
Schmidt trat 1960 der SPD bei und war ab 1971 stellvertretender Vorsitzender des Unterbezirks Limburg-Weilburg. Bei der Bundestagswahl 1969 kandidierte er auf der SPD-Landesliste von Hessen erfolgreich für den Deutschen Bundestag. Dort blieb er nach seiner Wiederwahl 1972 bis zum Ende der Legislaturperiode 1976. 1978 rückte Schmidt für den verstorbenen Wolfgang Schwabe nach und war erneut von 1978 bis 1980 Mitglied des Bundestags.